# Дубинин, Василий Михайлович
Василий Михайлович Дубинин (23 марта 1920, Комариха, Алтайская губерния — 3 октября 1979, Новокузнецк, Кемеровская область) — гвардии младший сержант Советской Армии, участник Великой Отечественной войны, Герой Советского Союза (1943).

## Биография
Родился 23 марта 1920 года в селе Комариха (ныне — Шипуновский район Алтайского края) в семье крестьянина. После окончания сельской школы работал в колхозе. С 1937 года проживал в Новокузнецке, работал разнорабочим, прессовщиком на Кузнецком металлургическом комбинате. В 1940 году был призван на службу в Рабоче-крестьянскую Красную Армию. Служил в Заполярье. С июня 1941 года — на фронтах Великой Отечественной войны, в звании гвардии младшего сержанта был наводчиком станкового пулемёта 24-го гвардейского стрелкового полка (10-й гвардейской стрелковой дивизии, 14-й армии, Карельского фронта). Отличился во время боёв под Мурманском.
8 июля 1941 года, несмотря на гибель второго номера пулемёта, в одиночку отразил семь контратак немецких егерей, уничтожив около 60 солдат и офицеров противника. В августе того же года, когда его пулемёт из-за повреждения перестал стрелять, пулемётчик занял позицию за соседним пулемётом и огнём из него отразил вражескую контратаку. В том бою он был ранен в голову, но, придя в себя после оказания первой помощи, вернулся на позицию. Всего же к концу 1941 года уничтожил около 350 солдат и офицеров противника.
Указом Президиума Верховного Совета СССР «О присвоении звания Героя Советского Союза начальствующему и рядовому составу Красной Армии» от 22 февраля 1943 года за «образцовое выполнение боевых заданий командования на фронте борьбы с немецкими захватчиками и проявленными при этом отвагу и геройство» удостоен высокого звания Героя Советского Союза с вручением ордена Ленина и медали «Золотая Звезда» за номером 899.
В 1944 году окончил курсы младших лейтенантов в Беломорске. Участвовал в Петсамо-Киркенесской операции. Был тяжело ранен и после длительного лечения в 1947 году демобилизован по инвалидности. Проживал в Новокузнецке, работал заведующим столовой Новокузнецкого металлургического комбината. Умер 3 октября 1979 года, похоронен в Новокузнецке.

## Награды
Был также награждён орденом Красной Звезды и рядом медалей.

## Память
В честь Дубинина названа улица в Мурманске и рыболовный траулер Мурманского морского порта.